# Lesse (Mosela)
Lesse é uma comuna francesa na região administrativa de Grande Leste, no departamento de Moselle. Estende-se por uma área de 8,44 km². Em 2010 a comuna tinha 209 habitantes (densidade: 24,8 hab./km²).